# Mylabris postsexmaculata
Mylabris postsexmaculata es una especie de coleóptero de la familia Meloidae que habita en Tanzania.
Hasta el momento, muy pocos ejemplares se han encontrado.
Se piensa, que está en peligro de extinción.